# Сапфир-23 (РЛС)
«Сапфир-2З» — радиолокационный прицел в составе системы управления вооружением самолётов типа МиГ-23. Разработан в НИИ-339 (НПО «Фазотрон»).

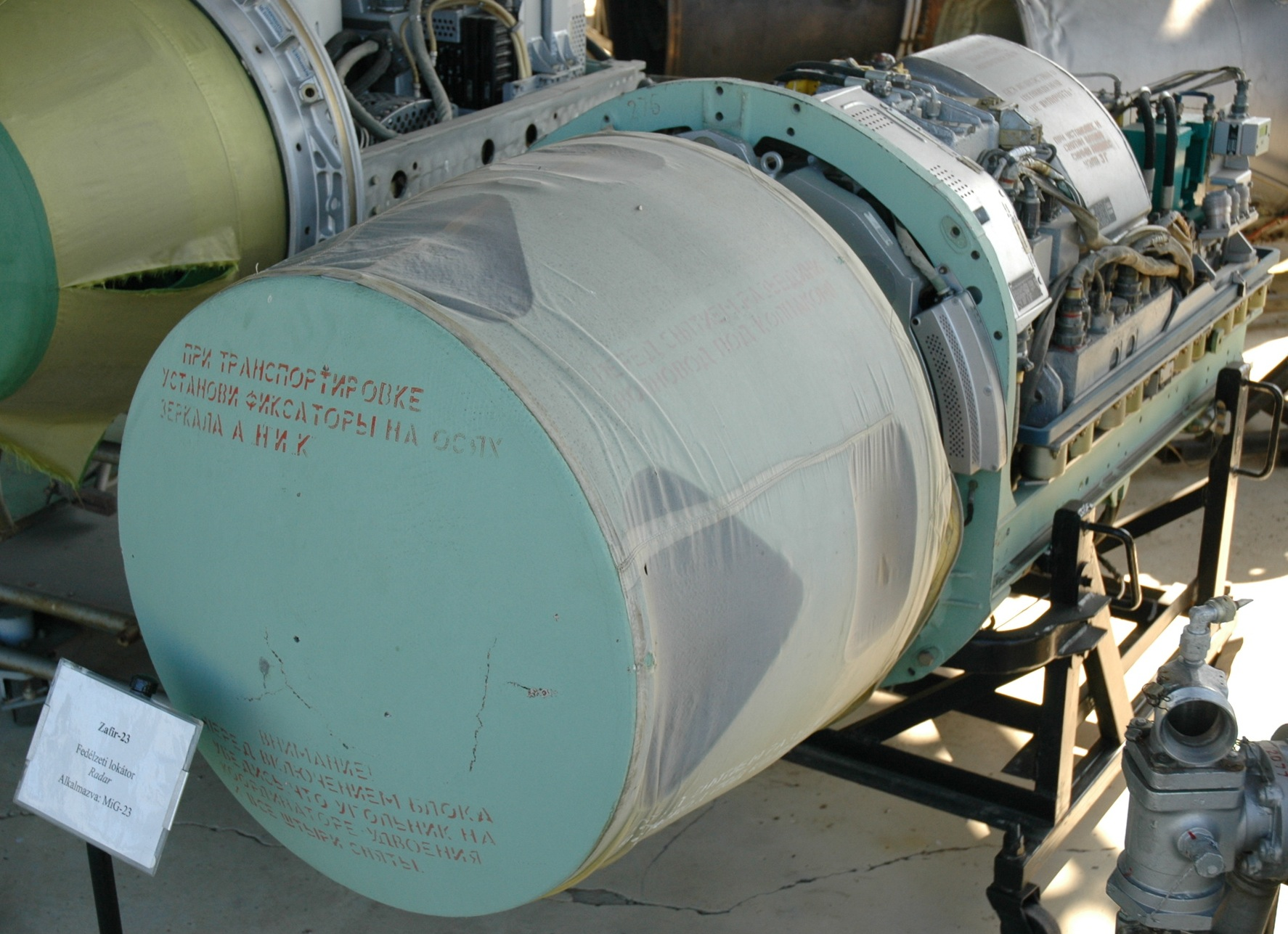
Станция «Сапфир-23»

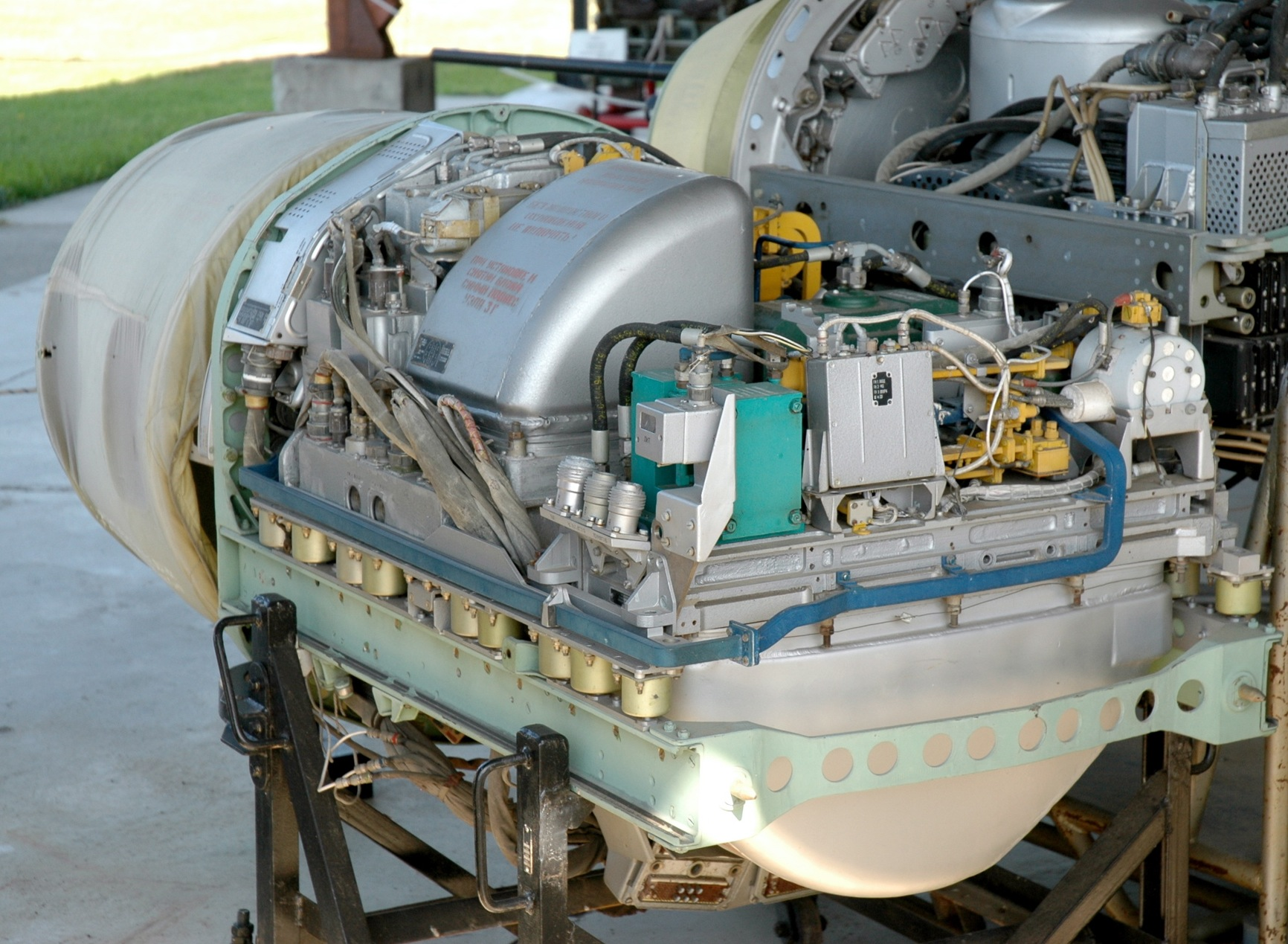
Станция «Сапфир-23»

На базе станции «Сапфир-2З» создана РЛС «Сапфир-25» для самолёта МиГ-25П.

## Предназначение
РЛС предназначена для обзора воздушного пространства в передней полусфере, обнаружения воздушных целей и выдачи целеуказания для наведения ракет класса «воздух-воздух». РЛС работает в составе системы СУВ-23 и её модификаций

## Конструкция
Станция выполнена в виде контейнера (моноблока). «Сапфир-23Д» весила 550 кг.

## Модификации
- РП-23 «Сапфир-2З» — МиГ-23С
- РП-23Л «Сапфир-2ЗЛ» — МиГ-23Л
- РП-23Д «Сапфир-23Д» (1972 год) — МиГ-23М
- РП-23Д-3 «Сапфир-23Д-3» — СУВ 23Д-3
- РП-23МП «Сапфир-23МП» — МиГ-23МП
- РП-23МЛ «Сапфир-23МЛ» — МиГ-23МЛ
- РП-23МЛА «Сапфир-2ЗМЛА» (Н003) (1977 год) — МиГ-23МЛА
- РП-23МЛА-2 «Сапфир-2ЗМЛА-2» (Н008) — МиГ-23МЛД

Станции РП-23МЛА и РП-23МЛА-2 также проходили под общим названием «Аметист».